# Nico Blüthgen
Nico Blüthgen (* 1970) ist ein deutscher Biologe und Professor für Ökologische Netzwerke an der Technischen Universität Darmstadt.
Er promovierte 2003 an der Universität Bayreuth bei Konrad Fiedler. Sein Dissertationsthema trug den Titel How availability and quality of nectar and honeydew shape an Australian rainforest ant community (Einflüsse der Verfügbarkeit und Qualität von Nektar und Honigtau auf eine australische Ameisengemeinschaft).
Blüthgen und seine Arbeitsgruppe forschen zu Interaktionen von Pflanzen und Tieren und ordnen diese auf Ökosystemarer Ebene ein. Dabei verwendet er meist chemisch-analytische Methoden um die Rolle von Signalstoffen, Pheromonen, zur Abwehr von Fraßfeinden dienender sekundärer Pflanzenstoffe und Nährstoffen in verschiedenen Nahrungsnetzen zu verstehen.
2009 wurde Blüthgen einem größeren Publikum bekannt, als er im Dokumentarfilm Willi und die Wunder dieser Welt mitwirkte.

## Publikationen
- How availability and quality of nectar and honeydew shape an Australian rainforest ant community. Dissertation. Bayreuth 2004. DNB 969874111
- mit J. Albrecht, N. Farwig u. a.: Logging and forest edges reduce redundancy in plant–frugivore networks in an old-growth European forest. In: Journal of Ecology. 101, 2013, S. 990–999.
- mit R. R. Junker, M. Stang u. a.: Specialisation on traits as basis for the niche-breadth of flower visitors and as structuring mechanism of ecological networks. In: Functional Ecology. 27, 2012, S. 329–341.
- mit M. Schleuning, A. M. Klein, K. Böhning-Gaese, H. Kreft, W. J. Sutherland, T. Tscharntke u. a.: Specialization of mutualistic interaction networks decreases towards tropical latitudes. In: Current Biology. 22, 2012, S. 1925–1931.
- mit C. Polidori und D. Santoro: Does prey mobility affect niche width and individual specialization in hunting wasps? A network-based analysis. In: Oikos. 122, 2012, S. 385–394.
- mit Sara Diana Leonhardt und Thomas Schmitt: Tree resin composition, collection behavior and selective filters shape chemical profiles of tropical bees (Apidae: Meliponini). In: PLOS ONE. 6(8), 2011, S. e23445. doi:10.1371/journal.pone.0023445